# Thinker's Library
De Thinker's Library (Bibliotheek voor Nadenkenden) is een reeks van 140 kleine hardcover boeken, uitgegeven tussen 1929 en 1951 voor de Britse Rationalist Association door Watts & Co. De serie bestaat uit een selectie van essays, literatuur en uittreksels uit grotere werken van verschillende klassieke en hedendaagse humanisten en rationalisten.
Elke deel bestaat uit een eponiem essay, soms gevolgd door een verzameling van relevante essays van dezelfde auteur, of een inleidende uittreksel uit een groter werk van die auteur. Elke afwijking hiervan wordt uitgelegd door de titel van het betreffende boek. Alle niet-Engelse teksten werden gepubliceerd in het Engels.

## De Thinker's Library
1. First and Last Things - H. G. Wells
2. Education - Intellectual, Moral, and Physical - Herbert Spencer
3. The Riddle of the Universe - Ernst Haeckel
4. Humanity's Gain from Unbelief, and Other Selections from the Works of Charles Bradlaugh
5. On Liberty - John Stuart Mill
6. A Short History of the World - H. G. Wells
7. The Autobiography of Charles Darwin - Charles Darwin
8. The Origin of Species - Charles Darwin
9. Twelve Years in a Monastery - Joseph McCabe
10. History of Modern Philosophy - Alfred W. Benn (1930)
11. Gibbon on Christianity - hoofdstuk 15 en 16 uit Edward Gibbon's Decline and Fall of the Roman Empire (1930)
12. The Descent of Man - Deel 1 en het laatste hoofdstuk uit deel 3 - Charles Darwin (1930)
13. History of Civilization in England - Vol. I, - Henry Thomas Buckle
14. Anthropology - Vol. I, - Sir Edward B. Tylor
15. Anthropology - Vol. II, - Sir Edward B. Tylor
16. Iphigenia - Two plays, - Euripides, vertaald door Charles Bradlaugh Bonner
17. Lectures and Essays - Thomas Huxley
18. The Evolution of the Idea of God - Grant Allen
19. An Agnostic's Apology, and Other Essays - Sir Leslie Stephen (maart, 1931)
20. The Churches and Modern Thought - Vivian Phelips
21. Penguin Island - Anatole France
22. The Pathetic Fallacy - Llewelyn Powys
23. Historical Trials (A Selection) - Sir John MacDonell
24. A Short History of Christianity - J. M. Robertson
25. The Martyrdom of Man by Winwood Reade
26. Head-hunters, Black, White, and Brown - Alfred C. Haddon (1932)
27. The Evidence for the Supernatural - Ivor Lloyd Tuckett
28. The City of Dreadful Night and other poems - Een selectie uit de gedichten van James Thomson (1932)
29. In the Beginning: The Origin of Civilisation - G. Elliot Smith
30. Adonis: a Study in the History of Oriental Religion - uit The Golden Bough - James George Frazer (1932)
31. Our New Religion - H. A. L. Fisher
32. On Compromise - John Morley
33. A History of the Taxes on Knowledge - Collet Dobson Collet
34. The Existence of God - Joseph McCabe
35. The Story of the Bible - MacLeod Yearsley
36. Savage Survivals: The Story of the Race Told in Simple Languages - J. Howard Moore
37. The Revolt of the Angels - Anatole France
38. The Outcast - Winwood Reade
39. Penalties Upon Opinion - Hypatia Bradlaugh Bonner
40. Oath, Curse, and Blessing - Ernest Crawley
41. Fireside Science - Sir E. Ray Lankester
42. History of Anthropology - Alfred C. Haddon (1934)
43. The World's Earliest Laws - Chilperic Edwards (1934)
44. Fact and Faith - J.B.S. Haldane
45. The Men of the Dawn - Dorothy Davison
46. The Mind in the Making - James Harvey Robinson
47. The Expression of the Emotions in Man and Animals" - Charles Darwin
48. Psychology for Everyman (and Woman) - A. E. Mander
49. The Religion of the Open Mind - Adam Gowans Whyte
50. Letters on Reasoning - J. M. Robertson
51. The Social Record of Christianity - Joseph McCabe
52. Five Stages of Greek Religion: Studies Based on a Course of Lectures Delivered in April 1912 at Columbia University - Gilbert Murray (1935)
53. The Life of Jesus - Ernest Renan (1935)
54. Selected Works of Voltaire - Joseph McCabe
55. What are we to do with our lives? - H. G. Wells
56. Do What You Will - Aldous Huxley (1936)
57. Clearer Thinking (Logic for Everyman) - A. E. Mander
58. History of Ancient Philosophy - A. W. Benn
59. Your Body: How it is built and how it works - D. Stark Murray
60. What is Man? - Mark Twain
61. Man and His Universe - John Langdon-Davies
62. First Principles - Herbert Spencer
63. Rights of Man - Thomas Paine
64. This Human Nature - Charles Duff
65. Dictionary of Scientific Terms as Used in the Various Sciences - C. M. Beadnell
66. A Book of Good Faith - Montaigne
67. The Universe of Science - Hyman Levy
68. Liberty To-day - C. E. M. Joad
69. The Age of Reason - Thomas Paine
70. The Fair Haven - Samuel Butler (1938)
71. A Candidate for Truth: Passages from Emerson (1938)
72. A Short History of Women - John Langdon-Davies
73. Natural Causes and Supernatural Seemings - Henry Maudsley
74. Morals, Manners, and Men - Havelock Ellis (1939)
75. Pages from a Lawyer's Notebooks - E. S. P. Haynes
76. An Architect of Nature - De autobiografie van Luther Burbank (1939)
77. Act of God - F. Tennyson Jesse
78. The Man versus The State - Herbert Spencer
79. The World As I See It - Albert Einstein (1940)
80. Jocasta's Crime: An Anthropological Study - Fitzroy Richard Somerset
81. The Twilight of the Gods and Other Tales - Richard Garnett
82. Kingship - A. M. Hocart
83. Religion Without Revelation - Julian Huxley
84. Let the People Think - Bertrand Russell
85. The Myth of the Mind - Frank Kenyon
86. The Liberty of Man and Other Essays - Robert G. Ingersoll
87. Man Makes Himself - V. Gordon Childe
88. World Revolution and the Future of the West - W. Friedmann (1942)
89. The Origin of the Kiss and Other Scientific Diversions - C. M. Beadnell
90. The Bible and its Background. Vol. I. - Archibald Robertson
91. The Bible and its Background. Vol. II. - Archibald Robertson
92. The Conquest of Time - H. G. Wells (1942)
93. The Gospel of Rationalism - Charles T. Gorham
94. Life's Unfolding - Sir Charles Sherrington (1944)
95. An easy Outline of Astronomy - M. Davidson
96. The God of the Bible - Evans Bell
97. In Search of the Real Bible - A. D. Howell Smith
98. Man Studies Life - G. N. Ridley
99. The Outlines of Mythology - Lewis Spence
100. Magic and Religion - James George Frazer
101. Flight from Conflict - Laurence Collier
102. Progress and Archaeology - V. Gordon Childe (1944)
103. The Chemistry of Life - J. S. D. Bacon
104. Medicine and Mankind - Arnold Sorsby
105. The Church and Social Progress - Marjorie Bowen
106. The Great Mystics - George Godwin
107. The Religion of Ancient Mexico - Lewis Spence
108. Geology in the Life of Man - Duncan Leitch
109. A Century for Freedom - Kenneth Urwin
110. Jesus: Myth or History? - Archibald Robertson
111. The Ethics of Belief and Other Essays - William Kingdon Clifford
112. Human Nature, War and Society - John Cohen
113. The Rational Good: A Study in the Logic of Practice - L. T. Hobhouse
114. Man: The Verdict of Science - G. N. Ridley
115. The Distressed Mind - J. A. C. Brown
116. The Illusion of National Character - Hamilton Fyfe (1940)
117. Population, Psychology, and Peace - J. C. Flugel
118. Friar's Lantern - G. G. Coulton
119. Ideals and Illusions - L. Susan Stebbing
120. An Outline of the Development of Science - M. Mansel Davies
121. Head and Hand in Ancient Greece: Four Studies in the Social Relations of Thought - Benjamin Farrington
122. The Evolution of Society - J. A. C. Brown
123. Background to Modern Thought - C. D. Hardie
124. The Holy Heretics: The Story of the Albigensian Crusade - Edmond Holmes
125. Man His Own Master - Archibald Robertson
126. Men Without Gods - Hector Hawton
127. The Earliest Englishman - Sir Arthur Smith-Woodward
128. Astronomy for Beginners - Martin Davidson
129. The Search for Health - D. Stark Murray
130. The Mystery of Anna Berger - George Godwin
131. Wrestling Jacob - Marjorie Bowen
132. The Origins of Religion - Fitzroy Richard Somerset
133. The Hero: A Study in Tradition, Myth, and Drama - Fitzroy Richard Somerset
134. The Life of John Knox - Marjorie Bowen
135. The French Revolution - Archibald Robertson
136. The Art of Thought - Graham Wallas
137. Literary Style and Music - Herbert Spencer
138. The Origin of Species - Charles Darwin (gedrukt maar niet gepubliceerd)
139. The Science of Heredity - J. S. D. Bacon
140. The Great Revivalists - George Godwin